# 夜はホンネで!?
『夜はホンネで!?』（よるはホンネで）は、2005年4月5日から2014年3月25日までテレビ熊本で放送されていたトーク番組である。高橋酒造の一社提供。放送時間は毎週火曜 24:35 - 25:05 （日本標準時）。
毎回旬の人物やニューリーダーなどを熊本県内にある料理店に招き、司会・アシスタント・ゲストの3人で高橋酒造の「白岳」を飲みながらざっくばらんにトークをする模様を放送していた。

## 出演者

### 司会
- 山本琢也（当時TKUアナウンサー） - 2005年4月から2007年3月まで出演。
- 太田弘樹（ローカルタレント） - 2007年4月から2010年3月まで出演。
- 熊本竜太（TKUアナウンサー） - 2010年4月から2012年3月まで出演。
- 荒木恒竹（TKUアナウンサー） - 2012年4月から2013年3月まで出演。
- 後藤祐太（TKUアナウンサー） - 2013年4月から2014年3月まで出演。

### アシスタント
- 荒尾千春 - 2005年4月から2006年3月まで出演。
- 高橋久美子 - 2006年4月から2012年3月まで出演。
- 鬼塚えりこ - 2012年4月から2014年3月まで出演。